# Adidas Al Rihla
Al Rihla is de officiële wedstrijdbal die gebruikt zal worden tijdens het Wereldkampioenschap voetbal 2022, in Qatar. De bal is zoals de vorige ballen gemaakt door Adidas. De naam betekent "de Reis", het ontwerp is gebaseerd op de Arabische cultuur en architectuur. Hij werd op 30 maart 2022 onthuld. Om de bal duurzaam te maken heeft Adidas lijm & inkt gebruikt op waterbasis. Hij werd in laboratoria, windtunnels & op het veld getest en is tot nu toe de snelste voetbal.